# Аникиев, Дмитрий Васильевич
Дмитрий Васильевич Аникиев (Аникеев) (?—?) — генерал-майор русской императорской армии.

## Биография
Дата рождения неизвестна.
На военной службе находился с 1777 года.
Чины: офицер — с 1790 года, майор — с 1797 года, подполковник — с 1798 года, полковник — с 1799 года, с 13 октября 1800 года — генерал-майор.
Должности:
- 27.04.1800-13.10.1800 — командир Козловского мушкетерского полка,
- 13.10.1800-24.02.1802 — шеф Полтавского мушкетерского полка,
- 04.09.1805-22.10.1809 — шеф Фридрихсгамского гарнизонного полка.

На службе находился по 1840 год.
Дата смерти неизвестна.

## Награды
- орден Св. Георгия 4-й ст. за выслугу (№ 3489; 06.06.1821)
- орден Св. Владимира 3-й ст. (29.03.1825)